# Episodi di Kidding - Il fantastico mondo di Mr. Pickles (seconda stagione)
La seconda e ultima stagione della serie televisiva Kidding - Il fantastico mondo di Mr. Pickles è stata trasmessa negli Stati Uniti d'America sul canale Showtime con un doppio episodio dal 9 febbraio all'8 marzo 2020.
In Italia la stagione è andata in onda sul canale satellitare Sky Atlantic il 31 agosto 2020.
| n° | Titolo originale                     | Prima TV USA     | Prima TV Italia |
| -- | ------------------------------------ | ---------------- | --------------- |
| 1  | The Cleanest Liver in Columbus, Ohio | 9 febbraio 2020  | 31 agosto 2020  |
| 2  | Up, Down and Everything in Between   | 9 febbraio 2020  | 31 agosto 2020  |
| 3  | I'm Listening                        | 16 febbraio 2020 | 31 agosto 2020  |
| 4  | I Wonder What Grass Tastes Like      | 16 febbraio 2020 | 31 agosto 2020  |
| 5  | Episode 3101                         | 23 febbraio 2020 | 31 agosto 2020  |
| 6  | The Death of Fil                     | 23 febbraio 2020 | 31 agosto 2020  |
| 7  | The Acceptance Speech                | 1º marzo 2020    | 31 agosto 2020  |
| 8  | A Seat on the Rocket                 | 1º marzo 2020    | 31 agosto 2020  |
| 9  | The Nightingale Pledge               | 8 marzo 2020     | 31 agosto 2020  |
| 10 | The Puppet Dalai Lama                | 8 marzo 2020     | 31 agosto 2020  |